# Megaagy
A Megaagy (eredeti cím: Megamind) 2010-ben bemutatott amerikai 3D-s számítógépes animációs film, amely a 16. DreamWorks-film rendezője Tom McGrath. Az animációs játékfilm producerei Lara Breay és Denise Nolan Cascino. A forgatókönyvet David Lindsay-Abaire és Jeanine Tesori írta, a zenéjét Hans Zimmer és Lorne Balfe szerezte. A mozifilm a DreamWorks Animation gyártásában készült, a Paramount Pictures forgalmazásában jelent meg. Műfaja filmvígjáték.
Amerikában 2010. november 5-én, Magyarországon 2010. december 16-án mutatták be a mozikban.

## Cselekmény
Megaagyat kiskorában a szülei egy űrhajóba tették és a Földre küldték, mielőtt bolygójukat beszippantotta volna egy fekete lyuk. A kis kékfejűvel együtt egy másik bolygó szülöttét is hasonlóan a Földre menekítették. A rivalizálásuk már az iskolában megkezdődött, ahol Megaagyat folyton kiutálták, soha semmi nem sikerült neki és mindig kívülálló volt, míg a másik, földöntúli erővel rendelkező idegen fiút körülrajongták. Felnőve Megaagy elhatározza, hogy ő lesz a világ leggonoszabb bűnözője, míg űrbéli riválisából szuperhős válik, Metroman néven. Megaagy kísérletei a világuralomra rendre csúfos kudarcot vallanak, egy nap azonban úgy tűnik, véletlenül mégis sikerült megölnie Metromant. Megaagy azonban rádöbben, hogy jó nélkül gonosznak sincs értelme lenni, így megteremti a Titán nevű szuperhőst, hogy legyen ki ellen harcolnia. Kísérlete ismét balul sül el: Titánnak esze ágában sincs jónak lenni, és romba dönti az egész várost. Megaagy nagy dilemma előtt áll: neki kell megmentenie mindenkit Titántól. Közben pedig ráadásul még a szép riporternő, Roxanne is elrabolja a szívét, még nagyobb galibát okozva.

## Szereplők
| Szereplő            | Eredeti hang    | Magyar hang        |
| ------------------- | --------------- | ------------------ |
| Megaagy             | Will Ferrell    | Csankó Zoltán      |
| Metro Man           | Brad Pitt       | Fekete Ernő Tibor  |
| Roxanne Ritchi      | Tina Fey        | Kisfalvi Krisztina |
| Hal Stewart (Titán) | Jonah Hill      | Minárovits Péter   |
| Talpnyali           | David Cross     | Fekete Zoltán      |
| Megaagy apja        | Justin Theroux  | Nagy Ervin         |
| Megaagy anyja       | Jessica Schulte | Timkó Eszter       |
| Bernard             | Ben Stiller     | Láng Balázs        |
| Lord Scott          | Tom McGrath     | Bodrogi Attila     |
| Lady Scott          | Emily Nordwind  | Fehér Anna         |
| Börtönigazgató      | J. K. Simmons   | Barbinek Péter     |
| Rab                 | Brian Hopkins   | Bácskai János      |

## Érdekességek
A filmben jól látható helyen No, You can't plakát tűnik fel, mely Obama Yes, we can tartalmú választási plakátjait parodizálja ki.

## Televíziós megjelenések
- HBO, HBO Comedy, HBO 2, Super TV2, FEM3, Kiwi TV, Mozi+, Moziverzum
- TV2